# Alternativa Europea
La Asociación Cultural Alternativa Europea-Liga Social Republicana (AE-LSR) es una organización política española de ideología de extrema derecha, radicado principalmente en Cataluña. Sistematiza su ideario en el libro “Fascismo Rojo” (1998), una obra antológica de artículos y textos publicados en otros medios de comunicación, que en su mayoría eran ajenos a este movimiento, a los que en gran parte se les retiró el nombre de su autor, fue editado por Juan Antonio Llopart sin autorización de sus autores.
Además, en el ámbito de AE se publicó el texto “Un Modelo de Partido”. En estos documentos se desvela su inspiración en el fascismo radical y su admiración por la República Social Italiana del Benito Mussolini más crepuscular, además de la influencia recibida de toda suerte de autores nazis, rexistas, falangistas y similares. Se dicen seguidores de pensadores “alternativos”, que en realidad serían fascistas desconocidos por la mayor parte de la población. 
Según Xavier Casals, Alternativa Europea, «emuladora del fenómeno nacional-bolchevique de la Rusia poscomunista», originó el también ultraderechista Movimiento Social Republicano.

## Funcionamiento
AE-LSR obtenía su financiación de sus afiliados, aunque cuenta con aportaciones económicas de origen incierto que no pueden justificarse a través de sus publicaciones. Estas comprenden las revistas Tribuna de Europa, de la que Llopart es también director, la ya reseñada "Alternativa Joven", "Nostra Europa", íntegramente en catalán, o Identidad, del Frente Ecologista de Liberación. Todas ellas tocan el antisionismo de forma recurrente, aunque sin insistir en exceso en el tema ni acercarse a la negación del Holocausto. Sin embargo, han dado cabida a obras de Roger Garaudy y a comentarios referidos a organizaciones antirracistas como “manejos de los sionistas”. De todas ellas, es Tribuna de Europa la que tiene una imagen más seria. Editada en Barcelona, se trata de una publicación de una presentación lujosa que en varias ocasiones ha coqueteado con movimientos como el peronismo y ha dado cabida a los textos del Groupement de recherche et d'études pour la civilisation européenne (GRECE). Así mismo, existe una complicidad entre esta publicación y "Mundo NS" (después "Bajo la Tiranía"), la revista de Ramón Bau, ya que en casi todos sus números se recuerdan las bondades de una y otra.
Merece también destacarse la revista Nuestra Lucha, de la delegación de AE-LSR en Madrid. Por ella se inició cierto distanciamiento de AE-LSR con el entorno falangista, en concreto con el Diario Ya, alejamiento debido a la postura adoptada por una y otra parte en torno al vídeo del periodista Pedro J. Ramírez.

## Proselitismo
Además de editar este tipo de propaganda, interna y externa, AE organiza actos públicos y seminarios de temáticas nacionalistas y mantiene una relación de interdependencia con el sitio web Red-Vértice (nacido de la asociación Vértice Social, facción disidente de FE-JONS). Red-Vértice, aunque pretende ser una agencia de noticias, no es sino un portal que aglutina a todos los grupos nacional-revolucionarios de España.

## Afiliaciones
AE-LSR, el neofascismo español en su forma más explícita, se adscribe a una internacional nacionalista denominada Frente Europeo de Liberación. Como apunte anecdótico, la organización ha intentado en vano introducirse en diferentes plataformas de solidaridad internacionalista, apuntándose a apoyar causas como la de la República Árabe Saharaui Democrática o Palestina desde un punto de vista antisionista, lo que le ha permitido enlazar con organizaciones como el Frente Polisario o la OLP.

## Enlaces
- Web de la actual (2014) Asociación cultural Alternativa Europea

- Datos: Q5670920